# Coalmont (Tennessee)
Coalmont és una població dels Estats Units a l'estat de Tennessee. Segons el cens del 2000 tenia 948 habitants.

## Demografia
Segons el cens del 2000, Coalmont tenia 948 habitants, 369 habitatges, i 281 famílies. La densitat de població era de 61,5 habitants/km².
Dels 369 habitatges en un 36,9% hi vivien nens de menys de 18 anys, en un 58,3% hi vivien parelles casades, en un 15,4% dones solteres, i en un 23,6% no eren unitats familiars. En el 19,8% dels habitatges hi vivien persones soles el 8,4% de les quals corresponia a persones de 65 anys o més que vivien soles. El nombre mitjà de persones vivint en cada habitatge era de 2,57 i el nombre mitjà de persones que vivien en cada família era de 2,97.
Per edats la població es repartia de la següent manera: un 25,1% tenia menys de 18 anys, un 10,7% entre 18 i 24, un 29,4% entre 25 i 44, un 24,3% de 45 a 60 i un 10,5% 65 anys o més.
L'edat mediana era de 35 anys. Per cada 100 dones de 18 o més anys hi havia 92,4 homes.
La renda mediana per habitatge era de 21.750 $ i la renda mediana per família de 24.583 $. Els homes tenien una renda mediana de 30.966 $ mentre que les dones 17.656 $. La renda per capita de la població era d'11.842 $. Entorn del 27,3% de les famílies i el 27% de la població estaven per davall del llindar de pobresa.

## Poblacions més properes
El següent diagrama mostra les poblacions més properes.